# Tuberculatus moerickei
Tuberculatus moerickei är en insektsart. Tuberculatus moerickei ingår i släktet Tuberculatus och familjen långrörsbladlöss. Inga underarter finns listade i Catalogue of Life.